# Водяной фазанчик

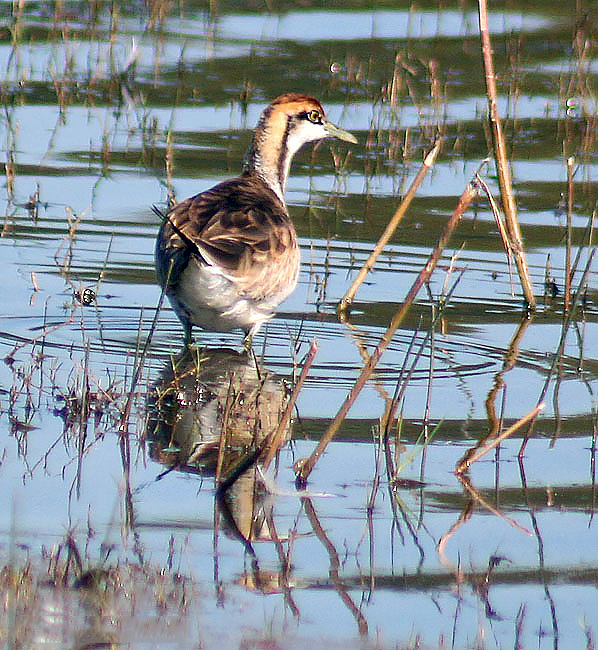
Водяной фазанчик

Водяно́й фаза́нчик, или фазанохвостая якана (лат. Hydrophasianus chirurgus) — вид птиц семейства якановых, единственный представитель рода Hydrophasianus. Водяной фазанчик, обладая способностью плавать, тем не менее предпочитает передвигаться по суше. Самки обладают более яркой окраской, чем самцы, и размножаются, спариваясь с несколькими самцами (полиандрия).

## Распространение
Водяной фазанчик обитает в Индии, юго-восточной Азии и Индонезии, а также на Тайване, где он находится на грани вымирания.

## Описание

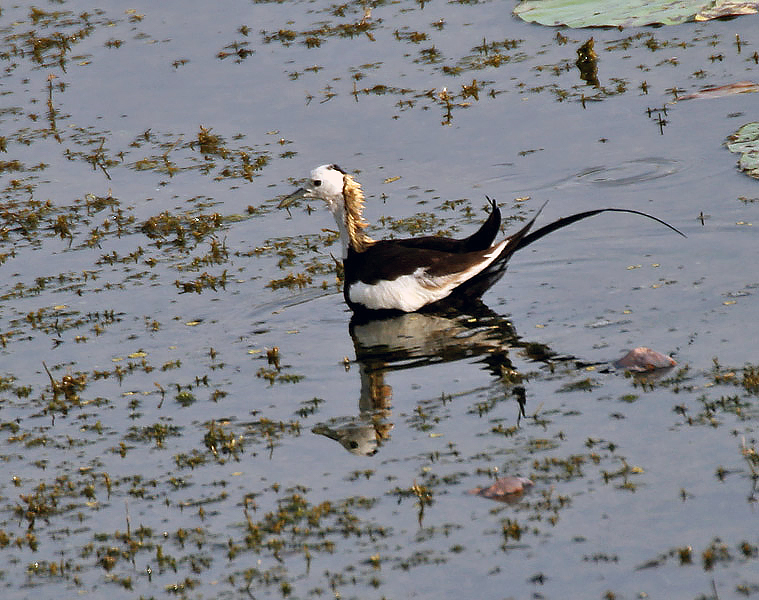
В период размножения, Хайдарабад (Индия)

Это единственный представитель якановых, имеющий другое оперение в период размножения. Водяные фазанчики около 31 см в длину, при этом самки больше, чем самцы. Во время периода размножения их длинный хвост увеличивается ещё на 8 см.
Гнездующиеся взрослые особи в основном чёрного цвета с белыми крыльями, головой и передней частью шеи. Задняя часть шеи золотистого цвета. У негнездующихся отсутствует длинный хвост, нижняя часть тела белого цвета, за исключением коричневой грудки и полоски на шее. Молодые особи имеют нижнюю часть коричневого цвета, верхнюю — белого.
Размеры:
- Длина 310 мм, 390—580 мм (гнездующиеся)
- Крылья 190—244 мм (взрослые), 168—228 мм (молодые)
- Клюв 23—30 мм
- Хвост 110—117 мм, 194—376 мм (гнездующиеся)

## Гнездование
Период гнездования проходит с марта по июль. Самка может делать до 10 кладок.

## Поведение
Основной источник пищи для птиц — это насекомые и другие беспозвоночные животные, обитающие на плавающей растительности или на поверхности воды.

## Привычки, поведение, окраска

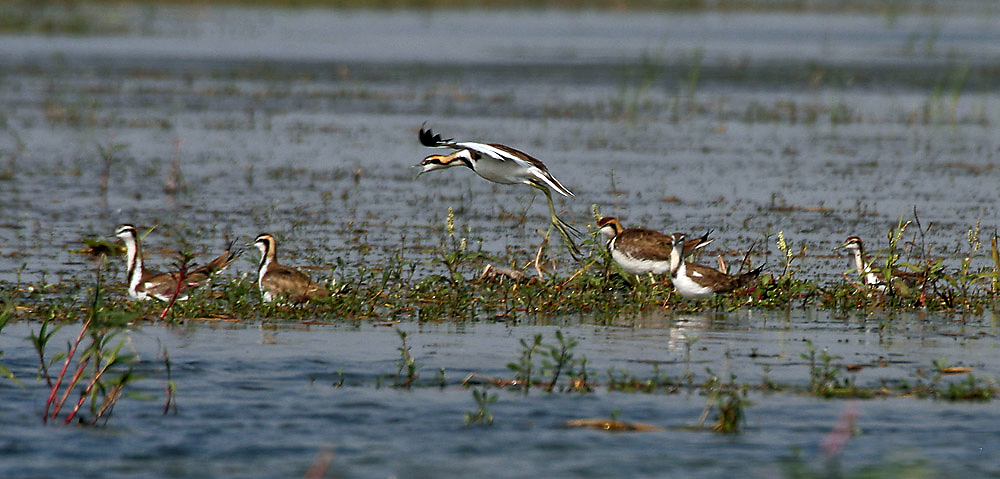
Приземление на плавающую растительность, Индия
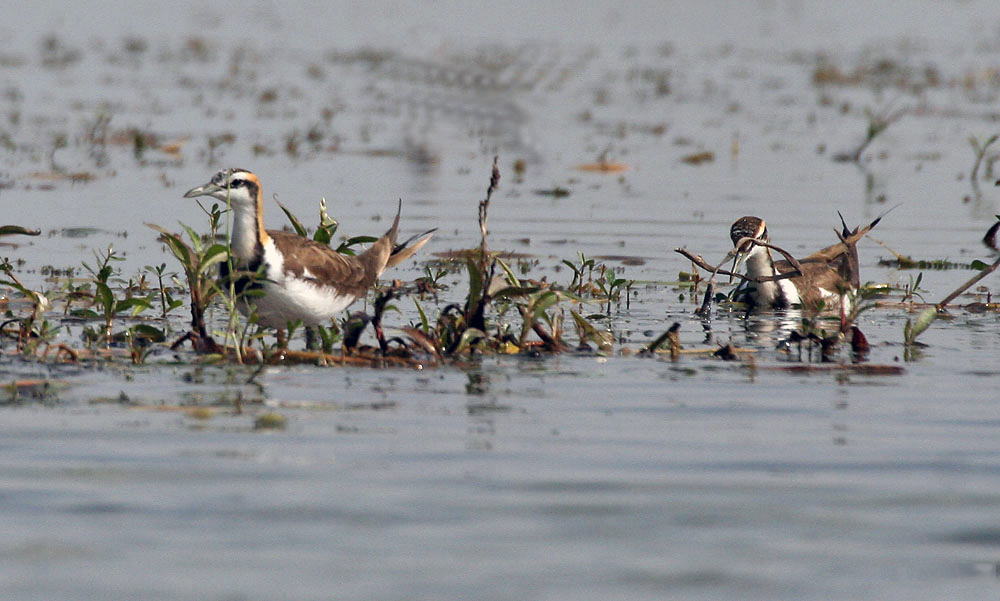
Отдых на плавающей растительности, Индия
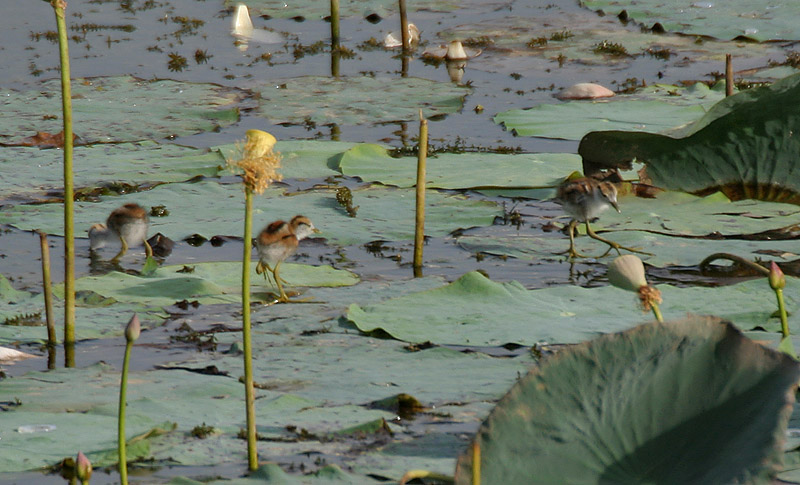
Птенцы
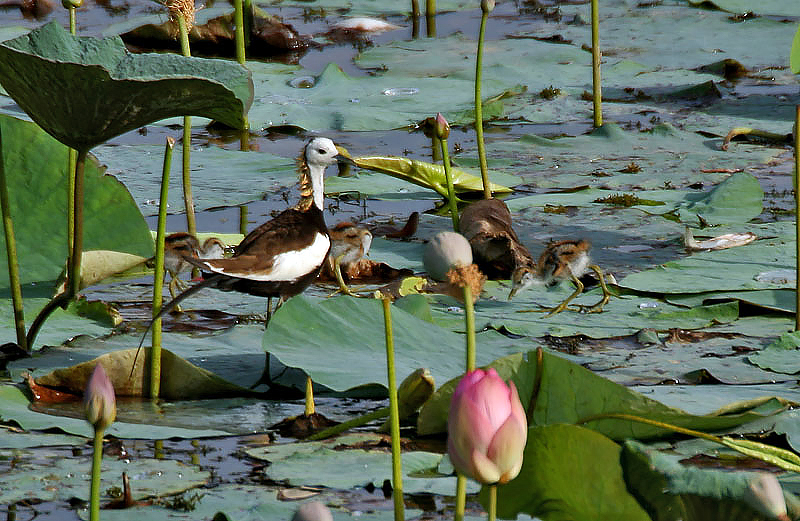
Птенцы
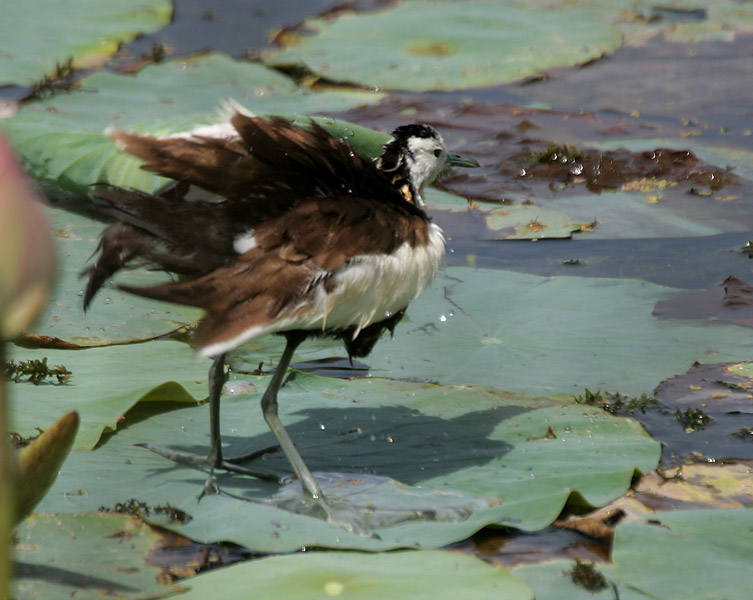
Отряхивание после плавания
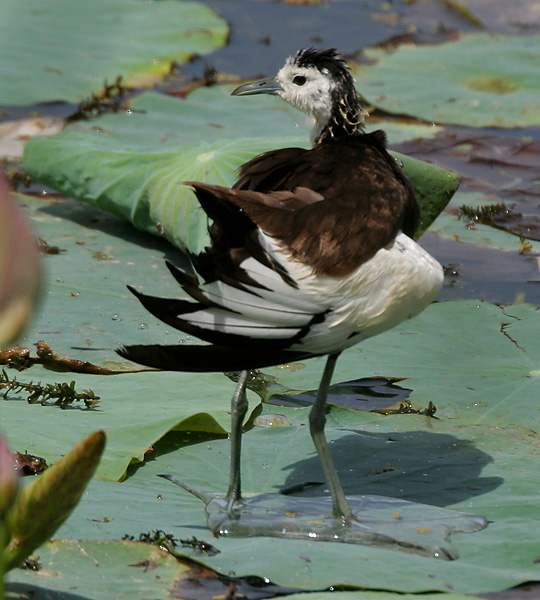
Уход за оперением
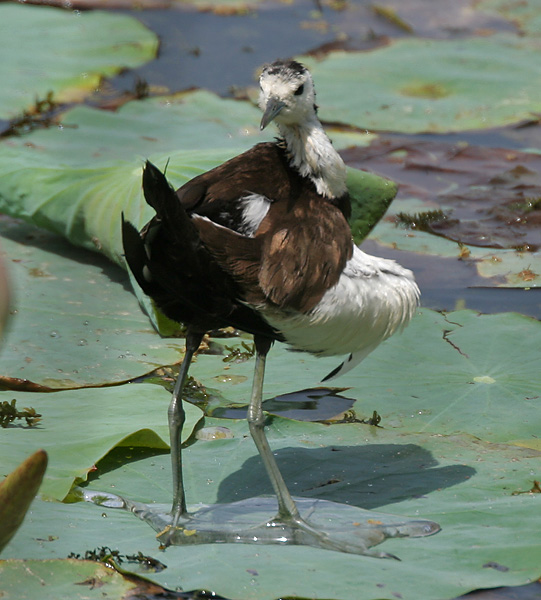
Уход за оперением